# إدغار هوارد
إدغار هوارد (بالإنجليزية: Edgar Howard) هو مُحرِّر وقاضي ومحامي وسياسي أمريكي، ولد في 16 سبتمبر 1858 في الولايات المتحدة، وتوفي في 19 يوليو 1951 في الولايات المتحدة. حزبياً، نشط في الحزب الديمقراطي. وقد انتخب عضو مجلس النواب الأمريكي.